# Appertizzazione
L'appertizzazione (o sterilizzazione) è un processo per la conservazione degli alimenti.

## Metodo
Il metodo prende il nome da Nicholas François Appert, un produttore di conserve alimentari francese, che lo perfezionò nel 1795. Esso consiste nel porre l'alimento da conservare in un recipiente a chiusura ermetica, che riempito e chiuso, viene poi portato con il suo contenuto a temperatura sufficientemente elevata da uccidere i microrganismi contaminanti.
Poiché il rischio di botulismo è particolarmente alto, il contenuto deve raggiungere temperature molto elevate (generalmente da 110 a 120 °C) per tempi prolungati; gli unici alimenti per i quali è possibile utilizzare una temperatura inferiore, immergendo i contenitori in acqua bollente e quindi raggiungendo temperature intorno ai 100 °C, sono quelli naturalmente acidi come le confetture di frutta o le conserve di alcune verdure, oppure gli alimenti resi acidi aggiungendo aceto, limone o altre sostanze acidificanti.
Il metodo, per la sua semplicità, viene utilizzato principalmente nella preparazione di conserve casalinghe, mentre in ambito industriale è utilizzato solo per gli alimenti solidi in scatola. Per gli alimenti liquidi l'appertizzazione è stata sostituita dalla pastorizzazione o dalla uperizzazione.